# 趙建熙
趙建熙（1884年—？年），湖北省鄖陽府房縣人。日本東京高等工業學校畢業，宣統二年工科進士。

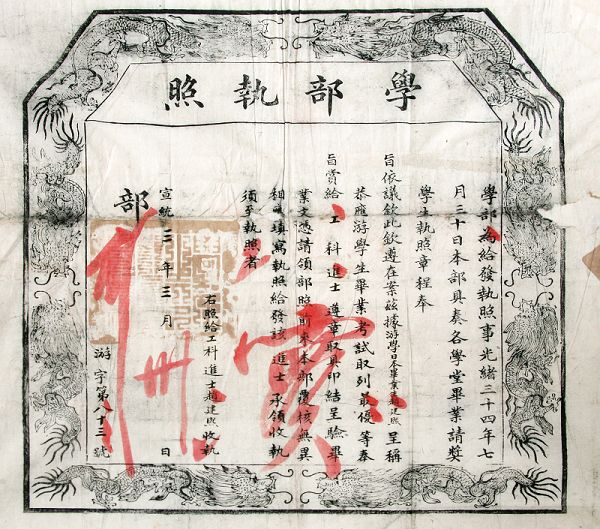
趙建熙進士學部執照

## 生平
宣統元年（1909年），東京高等工業學校機械科畢業
宣統元年（1909年），兩湖總師範學堂物理兼化學科譯員。
宣統二年（1910年），參加遊學畢業生考試，得80分，列最優等。九月二日，內閣奉上諭：趙建熙著賞給工科進士。
宣統三年(1911年)，因丁憂未與廷試。